# James West (voetbaltrainer)
James West (Birkenhead, 26 juli 1857 - 26 januari 1922) was een Engels voetbalcoach van Newton Heath, tegenwoordig Manchester United.  
Hij werd in 1900 de tweede trainer van het Newton Heath. Hij was ook secretaris van Newton Heath. West hield toezicht op de financiële ineenstorting en het bijna faillissement van Newton Heath, gevolgd door de wedergeboorte van de club als Manchester United op 28 april 1902.  In september 1903 nam hij ontslag bij Newton Heath.  Hij was ook trainer van Lincoln City FC.
James West overleed op 26 januari 1922.

## Statistieken
| Statistieken              |                                                                |
| ------------------------- | -------------------------------------------------------------- |
| Totaal wedstrijden geleid | 118 wedstrijden (48x gewonnen, 21x gelijkspel en 49x verloren) |